# Amtsinhaber
Als Amtsinhaber bezeichnet man den Inhaber eines öffentlichen Amtes, insbesondere eines Wahlamtes.
Bei demokratischen Wahlen wird meist vermutet, dass der Amtsinhaber einen Amtsbonus (zum Beispiel Kanzlerbonus) hat, das heißt, die Zustimmung zu seiner Person und/oder seiner Partei ist größer, als wenn er das Amt nicht innehätte. Dies wird metaphorisch gelegentlich mit einem Heimspiel im Sport verglichen.
Bereits die wahlrechtlichen Privilegien des Amtsinhabers sind je nach Land und eingenommener Position teilweise recht groß. In manchen Ländern kann der Premierminister den Zeitpunkt der Wahl bestimmen. Dies bietet die Möglichkeit, einen günstigen Wahltermin festzulegen. Auch die Massenmedien tragen zu einem Vorteil des Amtsinhabers bei: Dieser hat mehr Möglichkeiten, mit seinen Amtshandlungen in den Medien präsent zu sein, und ist daher meist deutlich bekannter als seine Konkurrenten. Meist kann er faktisch einen Teil der Ressourcen seines Amtes im Wahlkampf nutzen.
Amtsinhaber haben es bei demokratischen Wahlen meist auch erheblich leichter, sich innerparteilich durchzusetzen und damit zur Wiederwahl antreten zu können, während Herausforderer sich in der Regel erst im eigenen politischen Lager profilieren müssen. Amtierende Bundeskanzler oder Ministerpräsidenten gelten üblicherweise automatisch als Spitzenkandidat der Partei. Bei parteiinternen Vorwahlen, wie beispielsweise den Primaries in den USA, ist es sehr schwer, einen amtierenden Präsidenten, Gouverneur oder Senator zu besiegen. Meist erhalten die Amtsinhaber hier auch keine oder nur sehr schwache Gegenkandidaten, während die Herausforderer bereits aktiven Wahlkampf gegen innerparteiliche Mitbewerber betreiben müssen.
In der Wahlforschung konnte nachgewiesen werden, dass sich die Vorteile des Amtsinhaberstatus tatsächlich positiv auf den Stimmenanteil des Amtsinhabers auswirken. In Deutschland erhält sowohl der Amtsinhaber eines Wahlkreises als auch seine Partei – im Rahmen des Zweitstimmenanteils – einen Stimmenzuwachs (Amtsinhaberbonus) von etwa 1 bis 1,5 Prozentpunkten.